# Estación del Campus Universitario
Campus Universitario será una estación de ferrocarril originada bajo el proyecto del Metrotrén que dará servicio al Campus de Gijón de la Universidad de Oviedo (Asturias, España).

## Ubicación
La estación se ubicará en el sur de la parroquia de Somió, al norte del Aulario Oeste del Campus de Gijón.

## Historia

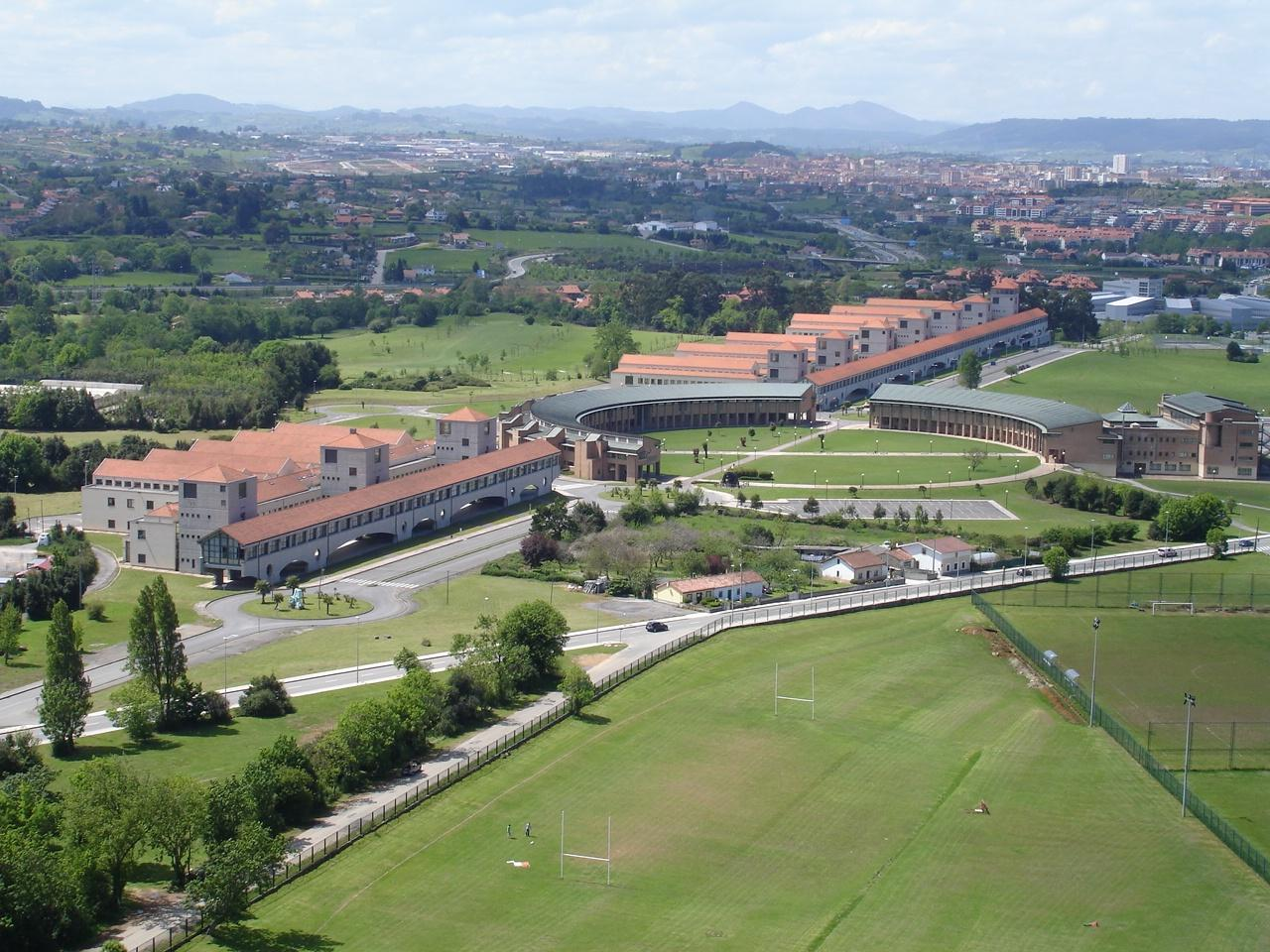
El campus de Gijón pertenece a la Universidad de Oviedo y está englobado en la Milla del Conocimiento Margarita Salas.

La estación se origina en junio de 2005 cuando la ministra Magdalena Álvarez presenta el alargamiento del trazado del Metrotrén desde la estación de Viesques hasta el Hospital de Cabueñes. Tras el bloqueo del proyecto, tanto la estación y el túnel no fueron construidos. En 2022 se presentó la prolongación, donde se incluía la estación del Hospital, así como la construcción del túnel a pantalla abierta y esta propia estación. Se valora el proyecto de 202 millones de euros.

## Descripción
La estación será un apeadero subterráneo con dos vías pasantes en ancho ibérico y un andén central.

## Servicios
La estación será operada por Renfe Cercanías mediante la línea C-1.